# Arahozija
Arahozija (staroperzijsko: Harauvatiš, »bogata z vodo«) je bila satrapija Ahemenidskega cesarstva ob reki Tarnak v današnjem jugozahodnem Afganistanu. Pokrajina leži ob poti, ki pelje iz zahodnega Irana preko gora v dolino Inda.
Arahozija je na jugozahodu mejila na Drangijano, pokrajino ob spodnjem toku reke Helmand, na severu na gorovje in dolino Gandara in na vzhodu na Satagidijo. V glavnem mestu Arahozije Kapisakanišu (današnji Kandahar v Afganistanu) je bilo križišče trgovskih poti: trgovci z zahoda so lahko krenili na severovzhod ob reki Tarnak proti današnjemu Kabulu in naprej v Pandžab ali pa na jugovzhod preko prelaza Bolan v dolino spodnjega Inda. 
Arahozijo so pripojili Ahemenidskemu cesarstvu verjetno med vladanjem Kira Velikega (559–530 pr. n. št.), kar lahko sklepamo po perzijski trdnjavi v Kapisakanišu, ki je bila zgrajena v tistem času. 
V sporih, do katerih je prišlo po smrti Kirovega sina in naslednika Kambiza II. poleti 522 pr. n. št. je Arahozija podprla perzijskega pretendenta Vahijazdâta. Zakoniti satrap Vivâna je svoje ozemlje branil pred napadi Vahijazdâtove  vojske  in jo 29. decembra 522 pr. n. št. in 21. januarja 521 pr. n. št. dvakrat porazil, tako da je Arahozija pripadla kralju Dareju I. Velikemu. 
Satrapa Vivâna je nasledil neki Bakabaduš, imena kasnejših satrapov pa niso znana. Izjema je Barsent, ki je vladal v času Dareja III. Kodomana. Perzija je bila takrat v vojni, zato je možno, da je Arahoziji v normalnih okoliščinah vladal satrap Drangijane. 
Marca 329 pr. n. št. je Arahozijo obiskal makedonski kralj Aleksander Veliki. Po njegovem obisku so Kapisakaniš preimenovali v Aleksandrijo v Arahoziji. Po Aleksandrovi smrti je postala del Selevkidskega cesarstva. Kasneje je za nekaj časa pripadala indijskemu cesarju Ašoka Maurijski (272–232 pr. n. št.), znanemu po njegovih »skalnih ediktih«. V 2. stoletju pr. n. št. je pripadala Sakancem in Partijcem. Po Sakancih se je imenovala Sakastan, iz česar se je razvilo sodobno ime Sistan (pokrajina med današnjim Iranom in Afganistanom).

## Vir
- Livius.org: Satraps and satrapies Arhivirano 2016-04-07 na Wayback Machine.